# Йоахім Зауербір
Йоахім Зауербір (нім. Joachim Sauerbier; 25 вересня 1919, Кемпен — 19 квітня 1945, Каттегат) — німецький офіцер-підводник, оберлейтенант-цур-зее крігсмаріне.

## Біографія
16 вересня 1939 року вступив на флот. З жовтня 1941 року — 2-й, з липня 1942 року — 1-й вахтовий офіцер на підводному човні U-591, 15-17 травня 1943 року виконував обов'язки командира човна. В червні-липні 1943 року пройшов курс командира човна. З 26 липня 1943 по 14 вересня 1944 року — командир U-120. З вересня 1944 по лютий 1945 року — інструктор 1-ї навчальної дивізії підводних човнів. З 23 лютого по 3 квітня 1945 року — командир U-56. Зауербір мав прийняти командування U-324, дислокованої в Бергені, і вирушив туди з Кіля на борту U-251 як пасажир. 19 квітня човен був потоплений в протоці Каттегат (56°37′ пн. ш. 11°51′ сх. д.) ракетами та артилерією восьми британських і норвезьких «Москіто». 4 членів екіпажу були врятовані, 39 (включаючи Зауербіра) загинули.

## Звання
- Кандидат в офіцери (16 вересня 1939)
- Морський кадет (1 лютого 1940)
- Фенріх-цур-зее (1 вересня 1940)
- Оберфенріх-цур-зее (1 липня 1941)
- Лейтенант-цур-зее (1 березня 1942)
- Оберлейтенант-цур-зее (1 жовтня 1943)